# Принц-студент в Старом Гейдельберге
«Принц-студент в Старом Гейдельберге» (англ. The Student Prince in Old Heidelberg) — американская мелодрама (по пьесе «Старый Гейдельберг» Вильгельма Майер-Фёрстера) режиссёра Эрнста Любича 1927 года.

## Сюжет
Австрийский художник, страдающий от чрезмерной опеки, влюбляется в практичную барменшу. Робость и решительность, преданность и покорность, долг и отчаяние — всё смешалось на пути к их разлуке.

## В ролях
- Рамон Новарро — принц Карл Генрих
- Норма Ширер — Кэти
- Джин Хершолт — доктор Юттнер
- Густав фон Сейффертиц — король Карл VII
- Филипп Де Леси — наследник
- Эдгар Нортон — Латц
- Бобби Мак — Келлерман
- Эдвард Коннелли
- Эдит Чепмен — няня Карла Генриха в детстве (в титрах не указана)